# Adhesió de Croàcia a la Unió Europea

Membre des de l'1 de juliol de 2013

Croàcia va sol·licitar l'ingrés a la Unió Europea (UE) el 2003, i després de rebre la seva sol·licitud recomanació positiva per part de la Comissió Europea, el Consell Europeu reunit a Brussel·les va acordar el 18 de juny de 2004 concedir-li l'estatus de país candidat. L'inici de les negociacions per a la seva adhesió van començar, després d'una demora d'alguns mesos, a l'octubre de 2005, posant-se en marxa al mateix temps el procés de recerca sobre el grau d'aproximació al patrimoni comunitari del país candidat. S'esperava que Croàcia s'adherís al voltant de l'any 2010, però els dubtes sorgits al voltant de l'ampliació i futur de la UE després del rebuig d'Irlanda al Tractat de Lisboa en referèndum, van afectar el calendari previst per a l'adhesió croata. Una vegada produïda la ratificació final del Tractat de Lisboa, les negociacions amb Croàcia van entrar a la seva fase final quedant oficialment concloses el 30 de juny de 2011 el que va permetre alhora la signatura del tractat d'adhesió el 9 de desembre de 2011 que va ser sotmès a ratificació mitjançant referèndum el 22 de gener de 2012. L'adhesió de Croàcia a la UE com a membre ple es va produir l'1 de juliol de 2013.
Després d'Eslovènia, Croàcia és la que millor s'ha recuperat de la dissolució de Iugoslàvia i és la segona exrepública iugoslava en ser membre de la UE. Té una economia de mercat estable i es troba per davant d'estats membres de la UE com Polònia, Bulgària i Romania pel que fa al PIB per capita.
L'adhesió de Croàcia ha exigit la consolidació institucional del país, una reforma electoral, increment dels fons per a la Cort Constitucional de Croàcia i el Síndic de Greuges, així com millores en la regulació dels drets de les minories i el retorn i integració de refugiats. Tots aquests avenços i millores van permetre la clausura de la Missió de Croàcia de l'Organització per a la Seguretat i la Cooperació a Europa a la fi de 2007.